# Vitória Yaya
Vitória Ferreira Silva, surnommée Vitória Yaya, née le 23 janvier 2002 à Suzano, est une footballeuse internationale brésilienne, qui joue au poste de milieu de terrain au SC Corinthians.

## Biographie

### En club
Vitória Ferreira naît à Suzano et grandit à Ferraz de Vasconcelos, et est le septième et avant-dernier enfant de sa famille, tous les autres membres de sa fratrie étant des garçons. Son père est maçon et propriétaire d'un pub, tandis que sa mère, travaillait comme femme de ménage, avant d'abandonner son travail pour s'occuper de son fils atteint d'autisme.
À l'âge de cinq ans, elle joue au football avec les garçons dans l'école de sa ville. Elle commence à jouer dans des championnats féminins à l'âge de 13 ou 14 ans. En 2015, elle rejoint le Centro Olímpico. Elle est surnommée Yaya parce que son style de jeu rappelait le footballeur ivoirien Yaya Touré à son entraîneur du Centro Olímpico.
En 2017, elle rejoint les équipes de jeunes du São Paulo FC, avant d'intégrer les professionnelles en 2019.
Le 8 janvier 2023, Yaya rejoint le Santos FC. Après une saison à 31 apparitions pour cinq buts, elle quitte le club à l'issue de la saison 2023.
Le 5 janvier 2024, elle rejoint le SC Corinthians.

### En sélection
Avec l'équipe du Brésil des moins de 17 ans, elle participe au Championnat d'Amérique du Sud, remporté avec ses compatriotes, ainsi qu'à la Coupe du monde 2018.
En août 2019, à l'âge de 18 ans, Yaya est convoquée pour la première fois en équipe du Brésil par Pia Sundhage. Elle ne fait cependant pas ses débuts à cette période.
Vitória Yaya honore sa première sélection en équipe du Brésil face à l'Italie le 10 octobre 2022,. Elle participe à sa première grande compétition internationale dans le cadre de la Gold Cup 2024.
Vitória Yaya participe aux Jeux olympiques de 2024, où ses compatriotes et elle obtiennent la médaille d'argent.

## Palmarès

### En club
- São Paulo FC
  - Vainqueuse du Championnat du Brésil de deuxième division en 2019

- SC Corinthians
  - Vainqueuse de la Supercoupe du Brésil en 2024

### En sélection
- Équipe du Brésil des moins de 17 ans
  - Vainqueuse du Championnat d'Amérique du Sud des moins de 17 ans en 2018

- Équipe du Brésil des moins de 20 ans
  - Vainqueuse du Championnat d'Amérique du Sud féminin des moins de 20 ans en 2022

- Équipe du Brésil
  - Médaille d'argent des Jeux olympiques en 2024